# Saint-Jean-de-la-Forêt
Saint-Jean-de-la-Forêt is een plaats en voormalige gemeente in het Franse departement Orne (regio Normandië) en telt 115 inwoners (1999). De plaats maakte deel uit van het arrondissement Mortagne-au-Perche.

## Geschiedenis
Saint-Jean-de-la-Forêt is op 1 januari 2016 gefuseerd met de gemeenten Colonard-Corubert, Dancé, Nocé, Préaux-du-Perche en Saint-Aubin-des-Grois tot de gemeente Perche en Nocé. 

## Geografie
De oppervlakte van Saint-Jean-de-la-Forêt bedraagt 9,8 km², de bevolkingsdichtheid is 11,7 inwoners per km².
De onderstaande kaart toont de ligging van Saint-Jean-de-la-Forêt met de belangrijkste infrastructuur en aangrenzende gemeenten.

## Demografie
Onderstaande figuur toont het verloop van het inwonertal (bron: INSEE-tellingen).
Colonard-le-Buisson · Corubert · Courthioust · Dancé · Nocé ·, Préaux-du-Perche · Saint-Aubin-des-Grois · Saint-Jean-de-la-Forêt · Saint-Hilaire-des-Noyers